# Estação Almali
Almali (em cazaque:  Алмалы) é uma das estações terminais da linha Primeira do metropolitano de Almati, no Cazaquistão.